# Madama Sbatterflay
Madama Sbatterflay è il decimo romanzo scritto dalla comica torinese Luciana Littizzetto, uscito nel novembre del 2012 nella collana Biblioteca umoristica Mondadori della casa editrice Arnoldo Mondadori Editore.

## Edizioni
- Luciana Littizzetto, Madama Sbatterflay, collana Biblioteca umoristica Mondadori, Arnoldo Mondadori Editore, 2012,  pp. 185 pp, ISBN 978-88-04-62400-4.